# Leslie Jones (actriz)
Leslie Jones (Memphis, Tennessee; 7 de septiembre de 1967) es una actriz y comediante estadounidense conocida por ser miembro del programa Saturday Night Live. Aparte de la interpretación, ha sido presentadora de los festivales Just For Laughs y del Aspen Comedy Festival.

## Biografía

### Primeros años
Jones nació en Memphis, Tennessee. Su padre, Willie Jones, era miembro de la Armada, razón por la cual se mudaba frecuentemente con sus padres. Se crio en Los Ángeles, California, donde su progenitor consiguió trabajo como ingeniero de electrónica en la emisora radial KJLH, trabajo que le fue brindado por Stevie Wonder.
Asistió al instituto de Lynwood, California, y entró en el equipo de baloncesto. Posteriormente ingresaría en la Universidad Estatal de Colorado tras conseguir una beca deportiva, y allí jugaría con el equipo universitario. En cuanto a su trayectoria académica, empezó estudiando derecho, pero finalmente se decantaría por licenciarse en comunicaciones.
En cuanto a actividades extracurriculares, trabajó como DJ, aunque llegó a contemplar la posibilidad de dedicarse al baloncesto.

### Trayectoria artística
Se inició en 1987 como monologuista en su facultad después de que un/a amigo/a le propusiera como "persona más divertida del campus". Tras ganar el evento abandona los estudios y se traslada a Los Ángeles, donde actúa en varios locales aparte de trabajar en un fast food y en el servicio postal de UPS. En la ciudad angelina conoció a los actores Mother Love y Dave Chappelle, los cuales le animaron a que se trasladara con ellos a Nueva York, donde estudiaría interpretación además de participar en el programa de BET: ComicView antes de regresar a Los Ángeles. Sin embargo el resultado de su debut como telonera en un monólogo de Jamie Foxx no fue el deseado y dejó los escenarios durante tres años.
En 2010 actuó junto a Katt Williams en su programa It's Pimpin' Pimpin' . En 2013 el programa Saturday Night Live buscaba un rostro afroamericano y Jones se presentó al casting, aunque no fue escogida como actriz de reparto, pero sí como guionista junto a LaKendra Tookes. No obstante hizo un cameo al año siguiente, sin embargo sus chistes no estuvieron exentos de controversia por tratar el tema de la esclavitud con "frivolidad".
Jones actuó en el primer y tercer episodio de la cuadragésima temporada, presentados por Chris Pratt y Bill Hader, respectivamente. En octubre de 2014 pasó a ser una actriz habitual, siendo con 47 años la actriz más longeva del programa de sketches, superando a Michael McKean y George Coe (ambos con 46 en su momento).
En 2015 fue escogida para el reboot de 2016 de Cazafantasmas, en la que compartió cartel con Melissa McCarthy, Kristen Wiig y Kate McKinnon.
En enero de 2023 fue presentadora invitada de The Daily Show tras la renuncia de Trevor Noah en diciembre de 2022 como parte de una sucesión de presentadores invitados mientras se escoge al nuevo presentador de cabecera.

## Filmografía

### Cine
| Año  | Título                          | Rol                             | Notas                                                  |
| ---- | ------------------------------- | ------------------------------- | ------------------------------------------------------ |
| 1998 | Wrongfully Accused              | Sargento Tina Bagley            |                                                        |
| 1998 | Sploosh                         |                                 | Cortometraje                                           |
| 1998 | Does That Make Me a Bad Person? | Marilyn Dukekne                 | Cortometraje                                           |
| 2000 | Mermaid                         | Empleada                        | Película para televisión                               |
| 2000 | A Feeling Called Glory          | Enfermera                       | Cortometraje                                           |
| 2002 | The New Beachcombers            | Maud Wrecht                     | Película para televisión                               |
| 2003 | Seguridad nacional              | Britney                         |                                                        |
| 2003 | A Guy Thing                     | Vendedora                       |                                                        |
| 2007 | Gangsta Rap: The Glockumentary  | Mamma Rag                       |                                                        |
| 2010 | Something Like a Business       | Vanity                          |                                                        |
| 2010 | Lottery Ticket                  | Tasha                           |                                                        |
| 2010 | The Company We Keep             | Beverly Blue                    |                                                        |
| 2012 | House Arrest                    | Boss Lady                       |                                                        |
| 2014 | Top Five                        | Lisa                            |                                                        |
| 2015 | Trainwreck                      | Mujer enojada en el subterráneo |                                                        |
| 2016 | Cazafantasmas                   | Patty Tolan                     |                                                        |
| 2016 | Masterminds                     | Agente Scanlon                  |                                                        |
| 2016 | Sing                            | Ms. Crawl                       | Voz                                                    |
| 2019 | The Angry Birds Movie 2         | Zeta                            | Voz                                                    |
| 2021 | Coming 2 America                | Mary Junson                     | Ganadora – MTV Movie Awards por Mejor Actuación Cómica |
| 2023 | Good Burger 2                   | Charlotte                       |                                                        |

### Televisión
| Año     | Título                             | Rol                    | Notas                                                                             |
| ------- | ---------------------------------- | ---------------------- | --------------------------------------------------------------------------------- |
| 2004    | Girlfriends                        | Mable                  | Episodio: "Love, Peace and Hair Grease"                                           |
| 2012    | Daddy Knows Best                   | Mujer enojada          | Episodio: "Taser"                                                                 |
| 2013    | Sullivan & Son                     | Bobbie                 | Episodio: "Acceptance"                                                            |
| 2013    | The League                         | Estudiante de stand up | Episodio: "The Bringer Show"                                                      |
| 2014    | Workaholics                        | Lynette                | Episodio: "The One Where the Guys Play Basketball and Do the Friends Title Thing" |
| 2014 -  | Saturday Night Live                | Varios                 | Miembro del elenco y escritora                                                    |
| 2015    | The Awesomes                       | Silent But Deadly      | Voz Episodio: "The Final Showdown"                                                |
| 2016    | The Blacklist                      | Citizen                | Episodio: "Lady Ambrosia"                                                         |
| 2017–19 | The $100,000 Pyramid               | Ella misma             | 3 episodios                                                                       |
| 2018    | Kevin (Probably) Saves the World   | Cindy                  | Episodio: "The Right Thing"                                                       |
| 2020    | Supermarket Sweep                  | Presentadora           |                                                                                   |
| 2020    | RuPaul's Drag Race                 | Ella misma             | Episodio: "The Ball Ball"                                                         |
| 2020    | Death to 2020                      | Dr. Maggie Gravel      | Television special                                                                |
| 2020    | Leslie Jones: Time Machine         | Ella misma             | Especial Netflix                                                                  |
| 2021    | Celebrity Wheel of Fortune         | Ella misma             | Episodio: "Leslie Jones, Chandra Wilson and Tony Hawk"                            |
| 2021    | MTV_Movie_&_TV_Awards              | Presentadora           | Gala de premios                                                                   |
| 2021    | Last Week Tonight with John Oliver | Ella misma             | Episode: "Hair"                                                                   |
| 2022    | Out of Office                      | Ally                   | Television film                                                                   |
| 2022–23 | Our Flag Means Death               | Spanish Jackie         | Personaje recurrente                                                              |
| 2023    | The Daily Show                     | Presentadora invitada  | 7 episodios (Enero 17-19, Noviembre 13-16)                                        |
| 2023    | BMF                                | SAC Tracy Chambers     | 2 episodios                                                                       |
| 2023    | Hit-Monkey                         |                        | Voz                                                                               |